# イップ・マン (テレビドラマ)
『イップ・マン』は、2012年に制作され、2013年に公開された中国の歴史ドラマ。伝説のカンフー俳優ブルース・リーの心と技を育てた師匠、詠春拳の達人であるイップ・マンの生涯を描いた長編作品。全50話。主演は香港の俳優ケビン・チェン、イップ・マンの実子であるイップ・チュンとイップ・チンが武術顧問として制作に携わった。
日本ではエスピーオーの制作で日本語字幕版と日本語吹き替え版が公開され、DVD・ブルーレイ化もなされている。

## 登場人物
- 声は日本語吹き替え版。

### 主要登場人物
葉問(イップ・マン)
【演：鄭嘉穎(※幼年期：周佳楠)】(声：加瀬康之)
本作の主人公。詠春拳の達人。国と民族の誇りを背負い、平和と愛する人のために、日々戦い続ける。
張永成(チョン・ウィンセン)
【演：韓雪】(声：中原麻衣)
葉問の妻。葉準の母親。先進的な女性で、革命への熱意に燃える。葉問と共に、時代の荒波に翻弄される。
林青山(リン・チンサン)
【演：劉小鋒(※少年期：臧志中)】(声：家中宏)
作中最大の悪役。葉問の宿敵。目的のためなら手段を選ばない卑劣で残忍な革命家。
幼い頃に両親を亡くし葉家に養育されたため、当初は葉問にとっての兄貴分的存在だった。英国に留学後は孫文の側近として働き、帰国後は朱総帥の部下となる。盧総帥を暗殺した後は朱総帥から離れて呉白林のもとに身を投じ、最後は呉さえも裏切って、国民政府において着実に地位と権力を高めてゆく。
友人の永成(ウィンセン)に片思いし、彼女をめぐって葉問と激しい争いを繰り広げる。政界の人間ながら卓越した武術の腕前を持ち、天津の万国武術大会では邪道の技を使いながらも葉問とほぼ互角に渡り合ってみせたが、激闘の末に敗北した。
天津で葉問に敗れた後は日本軍に身を投じ売国奴へと落ちぶれる一方、葉問を同じく売国奴に陥れようと、執拗に謀略をめぐらせていく。
珍妮(ジェニー)
【演：周秀娜】(声：村井かずさ)
香港の女性。葉問の香港での下宿先の大家の娘。冤罪を着せられた葉問が香港に逃亡してきた際に偶然出会い、彼に好意を寄せる。その一方で香港にやってきた阿寺(スー)とも運命的な出会いを果たし、その良き親友となる。
自由奔放な性格で、美貌を頼みに玉の輿に乗ることを夢見ており、葉問の第二夫人となることを望んでいる。友人の阿寺(スー)から告白されるも拒絶してしまい、それが原因で彼を闇落ちさせてしまう。
阿寺(スー)
【演：宋洋(※幼年期：何驍航、※少年期：諸烟霖)】(声：石狩勇気)
陳華順の息子。葉問の良きライバル。車引きを生業にしており、広州で葉問と出会って親友となる。負けず嫌いで凶暴な性格だが、義侠心は人一倍強い。片足が不自由であるがそれを補って余りあるほどに腕っ節は強く、葉問から武術の奇才と称される。
父親との深い確執や、愛する女性を得られない苦しみを抱え、しばしば自暴自棄となる。やがてその心の闇を林青山に利用されて、巨悪に染まってしまう。呉白林の手下として働いた罪で、最後は銃殺されることになるが……。
于鳳九(ユー・フォンジウ)
【演：于栄光】(声：小山力也)
白鶴拳の使い手。高名な武術の達人で、葉問の最初の師匠。広州の国術大会で軍閥の権力争いに巻き込まれ、蒋盛との戦いで重傷を負って再起不能となってしまう。
国術大会の後に、弟子の葉問のことを陳華順に託して、ひっそりと行方をくらました。
陳華順(チャン・ワーソン)
【演：元華】(声：樋浦勉)
詠春拳の達人。阿寺(スー)の父親。とある理由から武術を封印しており、両替商として地道に働いている。再起不能の重傷を負った于鳳九に弟子の葉問のことを託され、紆余曲折を経て葉問の師匠となる。だがそのことが原因で、息子の阿寺(スー)との確執をさらに深めてしまう。
梁璧(リョン・ピック)
【演：梁小龍】(声：屋良有作)
詠春拳の達人。葉問の師匠。詠春拳の中興の祖・梁贊(リョン・ザン)の息子。冤罪で香港に逃亡する途中の葉問と出会い、窮地の彼を助け香港での生活を世話する。その後は葉問の才能を見込んで詠春拳の技を授け、正式な師弟関係となる。陳華順とは犬猿の仲だが、最終的に和解した。
呉白林(ウー・バイリン)
【演：徐震】(声：あべそういち)
横暴で極悪非道な軍人。もとは盧総帥の部下だったが、その死後に軍閥を引き継ぎ独立。軍政府の司令として佛山に赴任すると、腹心の林青山と共に、苛政で葉家や佛山の民をひどく苦しめる。
洪九山(ホン・ジウサン)
【演：梁家仁】(声：麦人)
香港の埠頭“豊義隆(フォン・イーロン)”の頭領。豪胆で男気溢れる性格。工字伏虎拳の使い手で、優れた武術の腕前を持つが、持病の喘息のせいで十分に実力を発揮できない。香港にやってきた葉問の人柄と武術の才能を認め、豊義隆の存亡を彼に託す。
付征雲(フー・ツェンユン)
【演：蒋愷】(声：中村和正)
革命家。裏社会の二つ名は“赤毛のフー”。葉問の尊敬する兄貴分的存在であり、彼の生涯に何度も転機を与えるキーパーソン。
太祖長拳の使い手で、卓越した武術の腕前を持つ。もとは清末の革命軍の中隊長で、軍に随行して人々の辮髪を切っていた。葉問に辮髪を切る理由を問われると、彼に革命の意義を教えて、その辮髪を切らせた。
清朝が倒れた後は、南方軍閥の朱総帥の部下として北方政府に潜伏。奉天督軍の職に就きながらも工作員として活動し、革命成就のために奔走する。国術大会が終わると、北伐に消極的な朱総帥にひどく失望して、軍事学校の教官に転じる。やがては共産党の思想に傾倒していき、国民政府や日本軍の弾圧に負けず革命のために命懸けで戦い続ける。
童展鵬(トン・ジャンポン)
【演：于海】(声：佐々木勝彦)
遊身八卦掌の掌門。天津武術界における最大の実力者。天津に逃亡してきた葉問に対し当初は疑いの目を向け、林青山の陰謀に利用されて彼を陥れようとした。だが林青山に孫娘の秋剣雲を殺されたことで目を覚まし、復讐のために自ら林青山と戦うも、返り討ちに遭う。その後、葉問と手を組んで孫娘の仇討ちを果たすことに決め、天津の万国武術大会に葉問を送り出す。
鬼門龍二(きもん りゅうじ)
【演：牟鳳彬】(声：山野井仁)
謎多き日本人作家。鬼門龍一の双子の弟。反手道の使い手であり、武術の腕前は達人の域を越えるほどの実力者。普段は小説を書きながら書店を営んでいる。平和主義者で日本軍の中国侵略には反対しており、葉問とも親しく交わる。
一方で深刻な精神疾患を抱えており、時折恐ろしいほどに感情を爆発させる。佛山で連続通り魔事件が起きた際、その真犯人としての嫌疑がかかる。
鬼門龍一(きもん りゅういち)
【演：牟鳳彬※二役】(声：山野井仁)
白塗りの化粧をした不気味で謎だらけな男。鬼門龍二の双子の兄であり、暗黒楼の軍人。捕縛した朱総帥に対して、苛烈な拷問をおこなう。

### その他登場人物
葉靄多(イップ・オイドー)
【演：韓振華】(声：こねり翔)
葉問の父親。臆病な性格だが、一家の大黒柱として勇敢な一面も見せる。
葉夫人(イップ夫人)
【演：張瑞珈】(声：杉山滋美)
葉問の母親。名前は呉瑞(ン・ソイ)。葉家の家業を切り盛りしている。
葉準(イップ・チュン)
【演：陳洪錦】(声：小林由美子)
葉問と張永成の息子。心優しく純粋な少年。日本人学校で厳しい体罰を受けても、日本人教官に屈しなかった。
張荫棠(チョン・インタン)
【演：寇振海】
張永盛の父親。張永成の伯父であり、その育ての親。非常に名高い外交官で、普段は職務のために海外に駐在している。
革命への熱意も強く、朱総帥に対して資金援助をおこなった。林青山のことは嫌っている。
張永盛(チョン・ヨンセン)
【演：劉衍辰】
張荫棠の息子。張永成の従弟で、実の姉弟のように育った。葉問や林青山のことを実の兄のように慕っている。
黄埔軍事学校の付征雲のもとで学び、卒業後は国民政府の密命で呉白林の下に諜報員として潜り込む。呉が死んでからは密かに共産党員となり、手配犯となった付征雲の逃亡を助けるも、それが林青山に見つかって殺されてしまった。
厳春来(イェン・チュンライ)
【演：柳海龍(※少年期：孫睿)】(声：西谷修一)
厳冬の息子。武術家で硬門拳の使い手。幼い頃から葉問と比べられて育ち、劣等感から葉問に対して憎しみを募らせる。短気かつ凶暴な性格であり、なにかと葉問に言いがかりをつけては彼に喧嘩を仕掛けるが、いつも敵わずやられてしまう。
葉問を陥れようとしていた林青山の陰謀に巻き込まれ、暗殺されそうになるが……。
厳冬(イェン・トン)
【演：楊千里】
厳春来の父親。硬門拳の達人で、葉家の用心棒を務める。赤毛のフーにさらわれた葉問を救うために蒋盛と戦うが、完膚なきまでに打ちのめされ辮髪まで切られてしまった。
郵便配達の男
【演：劉亜津】
佛山で働く郵便配達員。葉問の友人。葉問と張永成の恋を温かく見守っている。呉白林に陥れられた葉問を救うために、命を捨てて呉に刃向かった。
秋剣雲(チウ・ジェンユン)
【演：袁冰妍】(声：優希知冴)
童展鵬の孫娘。当初は祖父の密命で詠春拳の秘技を盗むために葉問に近づくが、次第に葉問夫婦と打ち解け合い、実の娘のように親密な関係になる。葉問が詠春拳の秘技を習っていないと知り、そのことを祖父に報告するも、最後まで信じてもらえずついには道場を追い出される。その後、林青山によって殺された。
小百合(さゆり)
【演：依霊】
佛山の花街の遊女。日本名の小百合(さゆり)というのは偽名で、本名は王星雲(ワン・シンユン)。付征雲の部下で、軍統の工作員として遊郭に潜伏している。日本軍に潜伏した葉問の協力者となり、付征雲と葉問の橋渡し役を務める。やがて林青山に命を狙われ、襲撃を受けて捕らえられる。最後は重要な任務を葉問に託して、誇り高く自害した。
朱総帥(ジュー総帥)
【演：王衛国】
南方軍閥の総帥の一人。盧総帥と激しい権力争いを繰り広げる。鷹揚で闊達な性格だが革命への熱意は乏しく、最終的には国民政府に帰順して要職に就いた。
日中戦争の際には、日本軍に捕らわれの身となる。鬼門龍一から拷問を受けて日本軍の手先として働くことを強要されるが、決して屈しなかった。その後、葉問と付征雲に救出されて、英雄の誇りを保ち生き延びた。
盧昌義(ルー・チャンイー)
【演：李慶祥】
盧(ルー)総帥。南方軍閥の総帥の一人。傲慢で横暴な性格。朱総帥と激しい権力争いを繰り広げるが、罠にかかって窮地に立たされ、最後は林青山に殺された。
王夫人(ワン夫人)
【演：鄔倩倩】(声：仲村かおり)
広州国民政府の要人。呉白林に殺されそうになった葉問を助ける。呉の誅殺に貢献した林青山のことを高く評価しており、政府の要職を与え義理の息子にするなど厚遇した。当初は林青山と張永成を結婚させようとしていたが、永成の想い人が葉問であると知ると考えを改め、二人の結婚を後押しする。葉問の才能と見識を認める一方で、自分のことを騙した林青山に対しては厳しい態度を崩さなかった。
蒋盛(ジャン・セン)
【演：徐向東】(声：山田浩貴)
付征雲に仕える武術家。北方五虎の1人で、二つ名は開山虎。独学で武術を極めた奇才であり、殺人拳という凶悪な技を駆使して戦う。付征雲が北方五虎を率いて広州の国術大会に乱入した際、その手先として次々に出場者を倒し大会を荒らす。
莫仁超や撸大哥を簡単に破り、再会した葉問でさえも容赦なく叩きのめす。于鳳九との勝負では苦戦するも最終的に勝利し、于の手足を折って再起不能な重傷を負わせた。
その後は陳華順に技を伝授された葉問に再戦を挑まれ、激闘の末に敗れる。残虐な武術を用いたことで恨みを買っており、国術大会の後に阿寺(スー)に襲撃され腕を折られてしまう。
撸大哥(ルウ兄貴)
【演：于彦凱】
盧総帥に仕える武術家。広州の国術大会で莫仁超と蒋盛に敗れる。男気溢れる性格で、国術大会の後も葉問との交友関係を継続している。
莫仁超(モー・レンチャオ)
【演：周仲】
朱総帥に仕える武術家。莫家拳の使い手。広州の国術大会では卑劣な手段を用いて撸兄貴に勝利するも、大会に乱入した蒋盛には敗れた。
張猛(チャン・モン)
【演：娄亜江】(声：米田基裕)
香港の埠頭“豊義隆(フォン・イーロン)”の労働者。洪九山の部下で、武術の心得もある。ジェニーの幼馴染で、彼女に片思いしている。豊義隆の危機を救うために自ら無実の罪を被って投獄され、獄中で絶命した。
大家
【演：普超英】
葉問の香港での下宿先の大家。ジェニーの母親で、梁璧とは腐れ縁。若い頃に洪九山と恋仲だった。
李団長(リー団長)
【演：馬建】
呉白林に仕える軍人。土壇場で呉を裏切り、その誅殺に貢献。呉亡き後は林青山に仕える。
高護衛隊長(カオ護衛隊長)
【演：張翔】
呉白林の護衛隊長。清廉剛直な武人で、呉白林の横暴なやり方に不満を抱いている。悪政を敷く呉を決死の覚悟で諫めるが聞き入れてもらえず、殺されてしまった。
師爺(しや)
【演：湯暁治】
呉白林の秘書官。小心な性格の風見鶏。土壇場で呉を裏切り、その誅殺に貢献。呉亡き後は林青山の秘書官となり、忠実に仕える。
朱美童(ジュー・メイトン)
【演：雅妮】(声：大津愛理)
朱総帥の娘。林青山の婚約者。
劉一碗(リウ・イーワン)
【演：朱峰】
佛山の新聞記者。
小笠原(おがさわら)
【演：陳凱】
日本の武術家。侍の格好をしており、主に剣術を用いて戦う。天津万国武術大会の準決勝で葉問と死闘を繰り広げるが、惜しくも敗れる。その後、敗戦の責任をとって切腹した。
山田(やまだ)
【演：李金声】
佛山の日本人学校の教官。中国人の子供に対して皇民化教育をおこない、厳しい体罰を与える。
エジンバラ(艾丁堡)
【演：マイク】
イギリス人の資産家。貿易会社社長。香港一帯の埠頭を手に入れることを目論み、豊義隆(フォンイーロン)に対して執拗な攻撃をおこなう。
大牛(ニュウ)
【演：姚一奇】
佛山監獄の囚人。無実の罪で牢に囚われ、労役に就かされる。葉問のことを尊敬しており、獄中で武術の手ほどきを受けた。
阿青(チン)
【演：唐大剛】
厳春来の弟子。
大眼(イェン)
【演：唐大剛】
厳春来の弟子。
李三(リー・サン)
【演：俞建国】
洪九山の腹心の部下。
邢玉山(ジン・ユーサン)
【演：陳昇衛】
北方五虎の1人。山東督軍陳(チャン)総帥の配下。二つ名は震山虎。
李滄海(リー・ツァンハイ)
【演：楊江博】
北方五虎の1人。陝西督軍王(ワン)総帥の配下。二つ名は撼地虎。
章寒(ツァン・ハン)
【演：厳龍】
北方五虎の1人。湖南督軍陸(ルー)総帥の配下。二つ名は挿翅虎。
茅天雷(マオ・テンレイ)
【演：顔丙春】
北方五虎の1人。河北督軍金(ジン)総帥の配下。二つ名は金晴白額虎。
林総帥(リン総帥)
【演：董国軍】
南方軍閥の総帥の1人。
何総帥(ホー総帥)
【演：全保軍】
南方軍閥の総帥の1人。
詠春拳の弟子たち
【演：李積錚・楊晨】
葉問の弟子。陳華順や梁璧からも武術を教わる。
ロバート・ハリスン
イギリス人のボクサー。ヘビー級チャンピオン。エジンバラ主催の格闘技大会において葉問と戦い、勝利する。

## 各話タイトル・各章あらすじ

### 第1章：葉問誕生篇
清朝滅亡寸前の佛山で育った、明るく純粋な少年・葉問(イップ・マン)。白鶴拳の達人・于鳳九(ユー・フォンジウ)に武術を学び、やがて師匠と共に広州で開かれる国術大会へ向かう。期待を胸に国術大会を訪れた葉問だったが、そこでは2人の軍閥総帥が醜い権力闘争を繰り広げていた。そんな中、北方軍閥の付征雲(フー・ツェンユン)らが大会に乗り込み、争いに巻き込まれた師匠の于鳳九は手足を折られ、再起不能の身体となってしまう……。
　絶望的な状況の葉問。その前に現れたのは、謎の両替商・陳華順(チャン・ワーソン)だった。陳から詠春拳を学んだ葉問は、国術大会で劇的な勝利を収め、師匠の無念を晴らす。
　そして広州では、後に生涯を共にすることとなる女性・張永成(チョン・ウィンセン)と運命的な出会いを果たし、車引きの阿寺(スー)とも親友となる。一方で因縁の相手・林青山(リン・チンサン)とも再会し、彼の生涯に暗い影を落とす。葉問は激動の時代に翻弄されながらも、中国武術の誇りと伝統を背負い、戦いに明け暮れる日々へと身を投じてゆく……。
- 第1話「赤毛のフー」
- 第2話「広州での再会」
- 第3話「二人の総帥」
- 第4話「政略結婚」
- 第5話「北方五虎、現る」
- 第6話「ユー師匠、敗れる」
- 第7話「両替商のワー」
- 第8話「幻の詠春拳」

### 第2章：佛山鍛錬篇
広州での国術大会を終え、師匠の于鳳九(ユー・フォンジウ)と佛山に帰郷した葉問(イップ・マン)だったが、体が不自由になった于は、葉問のことを陳華順(チャン・ワーソン)に託し、忽然と姿を消してしまう。
　陳は暴力的な息子の阿寺(スー)に武術を諦めさせるため、伝説の武術・詠春拳を封印していたが、紆余曲折を経て葉問に武術を教えることを決意する。だが葉問の弟子入りを巡って、陳は息子・阿寺(スー)との確執をさらに深めてしまい、自暴自棄になった阿寺(スー)はついに自殺未遂を起こしてしまう。
　一方、広州で出会った最愛の女性・張永成(チョン・ウィンセン)は、葉問を追って佛山を訪れる。愛し合う二人の仲を引き裂きたい林青山(リン・チンサン)は、呉白林(ウー・バイリン)と手を組んで葉家に危害を加え、さらには武術家・厳春来(イェン・チュンライ)を暗殺し、その罪を葉問に被せ彼を殺人犯に仕立て上げる。
　指名手配犯となった葉問は、身の安全のために香港へ逃亡することとなる。
- 第９話「広州を去る」
- 第10話「師匠の置き手紙」
- 第11話「罪滅ぼしの銀貨」
- 第12話「婚約解消」
- 第13話「詠春正宗」
- 第14話「奥義秘伝」
- 第15話「救国事業」
- 第16話「無実の罪」

### 第3章：香港立志篇
殺人の罪を着せられ香港に逃れた葉問(イップ・マン)は、謎の高利貸し・梁璧(リョン・ピック)に買われ、借金返済のために埠頭で働き始める。
　そのころ香港では、英国人の資産家・エジンバラが、香港一帯の埠頭を我が物にしようと企み、香港最大の埠頭“豊義隆(フォン・イーロン)”に対して執拗に圧力をかけていた。豊義隆の頭領・洪九山(ホン・ジウサン)の知遇を得た葉問は、洪と訪れたエジンバラ主催の格闘技大会で、イギリス人ボクサーが中国人を侮辱する光景を目の当たりにし、義憤に駆られる。一度は敗北した葉問だったが、梁璧(リョン・ピック)に詠春拳の技を伝授され再起し、リベンジマッチで見事イギリス人ボクサーに勝利。民族の誇りを取り戻す。
　一方、葉問の無実を証明したい張永成(チョン・ウィンセン)と阿寺(スー)は、葉問を追って香港に訪れる。二人は香港の女性・ジェニーと協力しながら、ついに武術家・厳春来(イェン・チュンライ)の生存証拠を掴み、葉問の無実を証明。葉問は晴れて佛山に帰還するが、永成をなんとしても手に入れたい林青山(リン・チンサン)は陰謀を巡らし、佛山の司令・呉白林(ウー・バイリン)を操って葉問を投獄させてしまう。
- 第17話「香港埠頭」
- 第18話「葉家の没落」
- 第19話「東亜病夫」
- 第20話「イップ・マン、敗れる」
- 第21話「香港での再会」
- 第22話「深夜の特訓」
- 第23話「奥義伝承」
- 第24話「佛山への帰還」

### 第4章：詠春奥義篇
佛山に帰還するも、殺人の冤罪で投獄された葉問(イップ・マン)。ひとまず釈放され安寧を取り戻すが、悪政で佛山の民を苦しめる呉白林(ウー・バイリン)を倒すことを固く決意するのだった。
　そして今度は葉問の師匠の座を巡って、香港からやってきた梁璧(リョン・ピック)と陳華順(チャン・ワーソン)が争いを起こす。
　そんな中、葉問を恋い慕う女性・ジェニーも香港から佛山にやってくる。ジェニーに対して密かに恋心を抱いていた阿寺(スー)は嫉妬に苦しみ、梁璧や陳華順から詠春拳を教えてもらえない悔しさも相まって、次第に葉問への憎しみを募らせてゆく。やがてその心の闇を林青山(リン・チンサン)に利用された阿寺(スー)は、巨悪に染まり呉白林の手下となる。そして軍の道場“強林館”の館主となった阿寺(スー)は、佛山の道場を次から次へと襲撃していき、各流派の封印技を会得しながら強林館の勢力を拡大してゆく。
　復讐に燃える阿寺(スー)は、ついに葉問に決闘を挑む。だがそのさなか、呉白林の陰謀で葉問は再び投獄され、葉問処刑の瞬間が目前に迫るのだった…。
- 第25話「広州政府への手紙」
- 第26話「イップ家の権利書」
- 第27話「救助計画」
- 第28話「弟子争奪戦」
- 第29話「詠春武館」
- 第30話「封印技」
- 第31話「強林館館主」
- 第32話「拷問と信頼」
- 第33話「奥義の融合」

### 第5章：天地流浪篇
死刑決行寸前に佛山の人々の力で一命をとりとめた葉問(イップ・マン)は、数々の試練を乗り越え、ついに恋人の張永成(チョン・ウィンセン)と結婚。長男の葉準(イップ・チュン)を授かった。
　一方、呉白林(ウー・バイリン)を殺して英雄となった林青山(リン・チンサン)は、国民政府高官・王(ワン)夫人の命で佛山の司令となり、実質的な支配者として君臨する。その頃、国民政府の軍人・付征雲(フー・ツェンユン)は、共産主義者の疑いをかけられ、林青山に命を狙われる。付の逃亡を助けた葉問は指名手配犯となり、身の安全のために天津に逃れ、そこで遊身八卦掌の達人・童展鵬(トン・ジャンポン)に出会う。
　争いを避けたい葉問だったが、林青山の陰謀によって表舞台に引きずり出され、天津の万国武術大会に出場することとなる。国と民族の誇り、そして愛する家族を守るために葉問は戦い、大会の決勝戦では死闘の末に宿敵・林青山を破って、優勝を収めるのだった。
　やがて、日本の中国侵略は激化し、ついに佛山にも日本軍が押し寄せる。その混乱のさなか、葉問の息子・葉準はマラリアに罹ってしまい、危篤状態となる。特効薬のキニーネを得るため、日本軍の手先となった林青山を頼らざるを得なかった葉問。林青山が特効薬と引き換えに出した条件は、葉問も日本軍の手先として働き、売国奴になれというものだった……。
- 第34話「ウー・バイリンの最期」
- 第35話「共産党弾圧」
- 第36話「不倫疑惑」
- 第37話「八卦掌の達人」
- 第38話「秘技を盗む」
- 第39話「長男誕生」
- 第40話「万国武術大会」
- 第41話「日本軍の傀儡」
- 第42話「謎の日本人作家」

### 第6章：不動英雄篇
瀕死の息子・葉準(イップ・チュン)を救うため、林青山(リン・チンサン)から特効薬を手に入れた葉問(イップ・マン)は、その代償として日本軍の手先となり、売国奴に落ちぶれる。
　日本の軍人となり、佛山の花街一帯の治安維持を管轄することになった葉問は、そこで旧友のジェニーと出会う。ジェニーは銃刑の後遺症で動けなくなった阿寺(スー)を献身的に看病し続け、生計を立てるために妓楼の遊女になっていたのである。
　妓楼で働くジェニーの常連客には、平和を愛する謎の日本人作家・鬼門龍二がいた。鬼門は葉問と親しく交わる一方で、いくつもの秘密を抱えており、やがて葉問や林青山の前に強敵として立ちはだかることとなる。
　後遺症を克服し立ち上がった阿寺(スー)は、やがてジェニーと結婚。一方葉問は、日本軍に仕えることとなっても、決して心から売国奴になったわけではなく、革命家の付征雲(フー・ツェンユン)や工作員の小百合らと協力し、日本軍の横暴に命懸けで抵抗してゆく。
　いよいよ戦争が終わろうとする頃、佛山で連続通り魔事件が起き、人々は恐怖に支配される。事件を解決し平和を取り戻すため、決死の覚悟で奮起した葉問たち。そして阿寺(スー)は林青山と、葉問は鬼門龍二と、最後の死闘を繰り広げるのだった……。
- 第43話「売国奴」
- 第44話「暗黒楼の男」
- 第45話「諜報戦の行方」
- 第46話「イノシシ救出作戦」
- 第47話「ジェニーの愛」
- 第48話「龍一と龍二」
- 第49話「通り魔の正体」
- 第50話「最後の決闘」

## 参考資料
【レンタルDVD】
- イップ・マン　第一章　葉問誕生篇vol.1〜 vol.4
- イップ・マン　第二章　佛山鍛錬篇vol.5〜vol.8
- イップ・マン　第三章　香港立志篇vol.9〜vol.12
- イップ・マン　第四章　詠春奥義篇vol.13〜vol.17
- イップ・マン　第五章　天地流浪篇vol.18〜vol.22
- イップ・マン　第六章　不動英雄篇vol.23〜vol.26